# Бервце
Бервце (пол. Bierwce) — село в Польщі, у гміні Єдлінськ Радомського повіту Мазовецького воєводства.
Населення — 660 осіб (2011).
У 1975-1998 роках село належало до Радомського воєводства.

## Демографія
Демографічна структура станом на 31 березня 2011 року:
|          | Загалом | Допрацездатний вік | Працездатний вік | Постпрацездатний вік |
| -------- | ------- | ------------------ | ---------------- | -------------------- |
| Чоловіки | 329     | 84                 | 215              | 30                   |
| Жінки    | 331     | 76                 | 186              | 69                   |
| Разом    | 660     | 160                | 401              | 99                   |